# Chandili
Chandili là một thị trấn thống kê (census town) của quận Rayagada thuộc bang Orissa, Ấn Độ.

## Nhân khẩu
Theo điều tra dân số năm 2001 của Ấn Độ, Chandili có dân số 18.688 người. Phái nam chiếm 51% tổng số dân và phái nữ chiếm 49%. Chandili có tỷ lệ 66% biết đọc biết viết, cao hơn tỷ lệ trung bình toàn quốc là 59,5%: tỷ lệ cho phái nam là 74%, và tỷ lệ cho phái nữ là 56%. Tại Chandili, 12% dân số nhỏ hơn 6 tuổi.